# 羅伯·佛萊厄提
羅伯·约瑟夫·佛萊厄提, FRGS （英語：Robert Joseph Flaherty，1884年2月16日-1951年7月23日）是美國導演。他導演及製作首部取得商業成功纪录長片——北方的南奴克（1922），此電影為帶來的成功是他的事業高峰。雖然他繼續發展叙事紀錄片，發表以南太平洋為背景的莫阿納（1926）、於爱尔兰阿倫群島拍攝的阿倫人（1934），但始終都無法超越前作。佛萊厄提被後世視為紀錄片及民族誌電影之父。
1914年，他與作家弗朗西斯·佛萊厄提结婚，一直直到他於1951逝世。弗朗西斯曾參與製作幾部她丈夫的電影，並憑路易斯安那故事（1948年）獲得奥斯卡金像奖最佳原創故事提名。

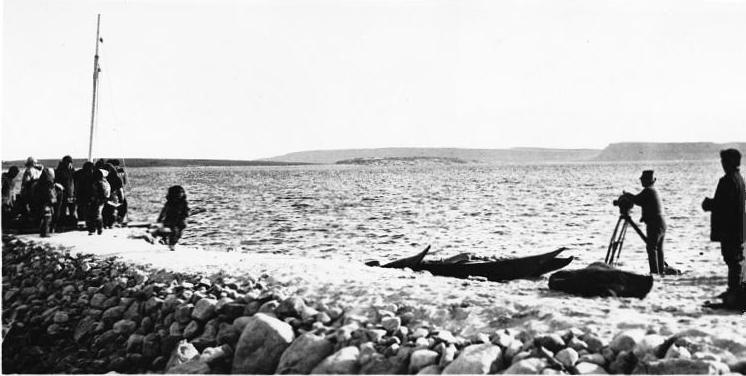
佛萊厄提正在拍攝， 魁北克省因努克瓦克，1920-21年

## 早期生活
佛萊厄提的父親為從事探矿的爱尔兰裔新教徒罗伯特·亨利·佛萊厄提，母親是德国裔天主教徒苏珊·克洛克納，父母共育有七名子女。
自小受父亲铁矿探索者的工作影響，佛萊厄提對人和文化產生好奇， 他長大後在多伦多成為知名的摄影师，他在旅途上拍攝美洲印第安人和野生動物，間接令他後來拍攝的大受好评的北方的南奴克。他對這些人的熱情和興趣，正引領他開創新電影類型。
這個目標佛萊厄提並不能獨力完成，在1914年，他迎娶了弗朗西斯·伯德，伯德来自受过高等教育家庭，父亲是杰出的地质学家，而她則在宾夕法尼亚州布林莫爾學院畢業，並負笈巴黎學習音乐和诗歌，也是地區女性參政權組織的秘书长。 罗伯·佛萊厄提得以在電影事業取得成功，弗朗西斯功不可沒。結婚以後，弗朗西斯負責导演剪接和發行電影的角色，甚至簽訂與英國拍攝官方电影的合同。
在1909年，他分享了從因纽特人Wetallok聽聞的故事。當佛萊厄提前往哈得森湾搜索铁矿石，他遇上了Wetallok，在他的故事中佛萊厄提更附上因努伊特区域的详细地图，以及從Wetallok得知的海湾資料，他的文章後來輯錄成書《我的爱斯基摩人朋友：「北方的南奴克」》。

## 北方的南奴克
在1913年，當佛萊厄提远征贝尔彻群岛，他的僱主威廉麦肯齐爵士建议他帶同電影攝影機，於是他就帶上一部Bell and Howell手動攝影機。佛萊厄提對因纽特人特別感興趣，并且花了很多时间拍摄他们，甚至开始對正職工作置之不顧。 當佛萊厄提回到多伦多，他帶回的30,000英尺的硝酸盐菲林胶片，卻因為他在工作室點燃香烟而燒毀，电影菲林完全燒毀，而他的双手亦因而燒傷。虽然他救回用作剪接的菲林拷貝，但佛萊厄提並不满意效果：「（这些片段）完全欠缺技巧，只是一些零碎的场景，（它們之間）没有关系，没有故事線或连续性，觀眾感到無聊和分心是理所當然，当然我也感到無聊。」
佛萊厄提決意製作一部新電影，追蹤一个典型因纽特人和其家人的生活。 1920年，他從法国皮草贸易公司Revillon Frères獲得資金，拍攝成果後來就成為北方的南奴克。 1920年8月15日，佛萊厄提在抵达魁北克的哈里森港，他带了两部Akeley電影攝影機， 還帶同沖晒、印刷及投影設備，以便他在拍攝同時，亦能向因纽特人展示他的电影。
拍攝北方的南奴克期間，佛萊厄提邀請數名當地人試鏡，形式類似劇情片的演員試鏡。為了展示傳統因纽特生活，他亦安排當地人演出其中幾幕，包括電影結尾：飾演南奴克Allakariallak和他電影中的家人，必須趕及尋到或築起容身之處，否則或有生命危險。拍攝事前冰屋已經建成，還為了拍攝而切去一邊。佛萊厄提堅持因纽特人並不會使用步枪打猎，但其實當時已經甚為流行。 他更还装作听不到猎人求助，而繼續拍攝他們的掙扎，令他們置身更危险的情況。 
梅兰妮·麦格拉思写道，佛萊厄提在魁北克北部居住拍攝北方的南奴克的一年間，曾與電影女主角，即飾演南奴克妻子的年輕因纽特女子發生關係。佛萊厄提離開該地數月後，女子生下了他的兒子Josephie（1921年12月25日–1984年)，他从来没有承认這個兒子。1950年加拿大政府將因纽特人遷移至極北的努勒维特和格赖斯峡湾，生活情況非常惡劣。根据麦格拉思的說法，佛萊厄提知道他儿子面對困境，但没采取任何行动。 此說法難以佐證，因為佛萊厄提本人從來沒有提及此事。

## 好莱坞
北方的南奴克 (1922年)獲得成功，亦令佛萊厄提備受歡迎。他與派拉蒙影業簽下合約，製作一套近似北方的南奴克的新作，為此他前往萨摩亚拍攝电影莫亞那（1926年），他帶同妻兒在萨瓦伊岛的沙方村（Safune）居住和拍攝，歷時一年。工作室反覆要求他展示在該地拍攝的片段，但他卻遲遲未開拍，因為他打算先在村落居住一段時間，了解村民的生活方式，才開始處理劇本和拍攝。他亦留意到島上並無任何內部衝突，或會欠缺題材，最後，他決定圍繞男人的成人禮拍攝電影。佛萊厄提由1923年4月至1924年12月在萨摩亚逗留，而電影在1925年12月完成，並在翌月發行。電影的成績雖然不及北方的南奴克，但卻在歐洲廣受歡迎，亦啟發约翰·格里尔逊命名此類電影為紀錄片。
莫亞那發行之前，佛萊厄提獲得私人資助，在纽约拍攝了另外两部短片：陶器製造廠(1925年)和二十四美元岛(1927年)。欧文·托尔伯格和米高梅邀请他開拍南海白影(1928年)，電影與W.S.范戴克合作，但結果不歡而散。佛萊厄提決定離開製作團隊，並轉到福斯電影公司，佛萊厄提花了八个月，拍攝美國原住民紀錄片阿科马的天空之城 (1929年)，但是製作被終止，随后佛萊厄提的片段在工作室的火災付诸一炬。其後，他同意合作与F·W·穆瑙合作，拍攝另一部以南太平洋為題的電影——禁忌 (1931)，但事實證明，这對組合更加水火不容，佛萊厄提雖然對故事作出重大貢獻，但電影完成以後卻屬於茂瑙，並由派拉蒙电影公司發行。

## 英国
在禁忌一片之後，佛萊厄提再無法留在好莱坞，同時其妻弗朗西斯·弗莱厄蒂聯絡了伦敦帝国商品推销局電影部的约翰·格里尔逊，他邀請佛萊厄提拍攝英國工業的纪录片（1931年）。相比格里尔逊和他的部門，佛萊厄提平常的工作方式所涉及的菲林，遠比最終完成的電影為多。由於計劃超資，格里尔逊只能終止佛萊厄提的職務，並將片段交由他人剪接成三部短片。
當監製亚历山大·科达將他逐出象童（1937年）的製作團隊，並將電影重新编排成商业娱乐片，佛萊厄提在英國的职业生涯亦告終止。

## 爱尔兰
制片人迈克·巴尔孔（Michael Balcon）邀請佛萊厄提導演艾蘭島之人 (1934年)，描繪爱尔兰西岸以外的阿倫群島居民的傳統刻苦生活，这部电影取得重大成功，部份人認為此作超越了北方的南奴克。然而相同的是，艾蘭島之人亦展現了在極端條件下，人類為生存付出的努力。島上的土壤稀薄，居民只能將海藻從海中運送到地面，建構田地種植。佛萊厄提邀請當地人演出各种虚构角色；為求戲劇效果，安排演出過時的行為：電影其中一段，展現村民在小艇上，用鱼叉狩猎鲨鱼，但實際上，此方法已經式微好幾十年。他亦安排了三個男人在小船上，穿過石多的海面，努力划回到岸邊。

## 後期作品
回到美国以後，美國電影部（United States Film Service）的佩尔·洛伦兹雇用了佛萊厄提，為美國農業拍攝紀錄片，計劃後來成為土地一片。佛萊厄提與妻子所及之處達100,000英里，拍攝超過25,000英尺菲林，拍下一系列美国农村的壯觀影象。影片提出的主題有農地侵蚀帶來的挑戰、沙尘暴 (以及通過改善保存水土，開始有效對應問題)、机械化，以至农村失业問題，以及北美大平原大规模移民到加利福尼亚州的情況。佛萊厄提强调墨西哥和菲律宾移民和美國本地人之間，對农业就业机会的竞争。
此電影遇到一系列障碍，在製作開始後，美国国会撤除了美国电影部，而该项目被分流到 美国农业部 (USDA)。 隨著美国即將加入第二次世界大战，美国农业部官员（和影片剪接）都希望將日異月殊的官方信息，加入佛萊厄提拍到的片段之中，包括將關注從戰前农村失业，改為戰時勞工短缺。珍珠港事件之後，官員擔心電影會在國際社會為美國帶來負面印象。雖然1942年在现代艺术博物馆舉行盛大首映，但电影从来未獲授权公開發行。

## 後世貢獻
後世視佛萊厄提為纪录片的先驅，他是將紀錄片、近似劇情片的叙述方法和詩化處理結果的第一人。
佛萊厄提自許為探險家，後來因為發現哈德森湾，而入選英國皇家地理学会。
哈得孙湾贝尔彻群岛其中一島為紀念佛萊厄提，因而命名為弗莱厄蒂岛。
佛萊厄提研讨会是為獨立電影人和電影愛好者而設的年度国际论坛，每年六月中旬在纽约科尔盖特大学舉行，此研讨会由佛萊厄提遗孀於1955年成立。
山形國際紀錄片影展為紀念佛萊厄提夫婦，將國際競賽單元首獎命名為「羅伯與法蘭西斯·佛萊厄提獎」。

## 奖項
- 英国电影学院於1960年至1983年頒發罗伯特·弗莱厄蒂奖，獎励全年最佳纪录片。[10]
- 泰坦：米开朗基罗的故事獲1950年奥斯卡金像奖最佳纪录片
- 1913年獲頒皇家地理学会院士[11]

## 主要電影
- 北方的南奴克 (1922年)
- 陶器制造廠 (1925年)
- 莫亞那 (1926年)

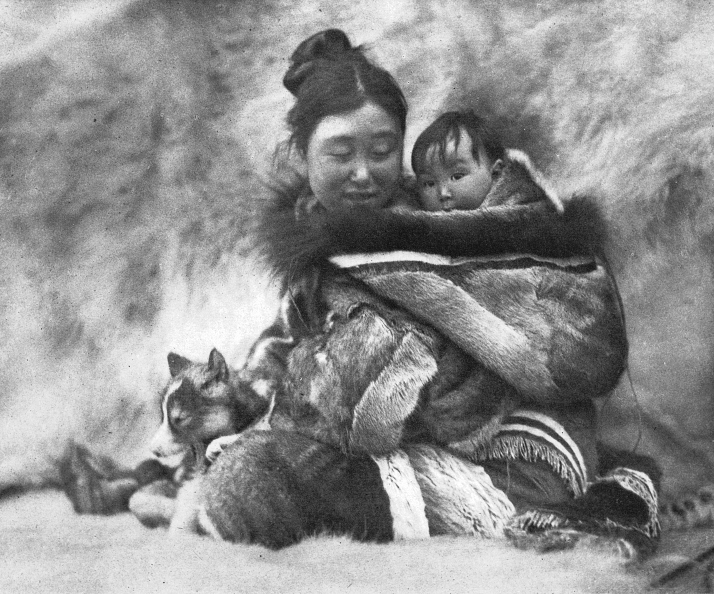
在北方的南奴克扮演妻子角色的Nyla和她的孩子

- 二十四美元岛 (1927年；於纽约拍攝的紀錄短片)
- 南海白影 (1928年)
- 阿科马的天空之城 (1929年，未完成)
- 禁忌 (1931年；與F.W.茂瑙共同編寫)
- 英国工业 (1931年)
- 艾蘭島之人 (1934年)
- 象童 (1937)
- 土地 (1942年，為美国农业部製作的45分钟纪录片 )[12]
- 路易斯安那州的故事 (1948年)
- 泰坦：米开朗基羅的故事 (1950年)